# 格羅夫萊克鎮區 (明尼蘇達州波普縣)
格羅夫萊克鎮區（英語：Grove Lake Township）是位於美國明尼蘇達州波普縣的一個行政鎮區。

## 地方資料
格羅夫萊克鎮區的面積為87.39平方千米，當中陸地面積為84.31平方千米，而水域面積為3.08平方千米。根據2020年美國人口普查的數據，當地共有人口271人，而人口密度為每平方千米3.1人。